# Своя игра
«Своя́ игра́» — российская телеигра-викторина, транслируемая на НТВ; производится по лицензии и является одной из локализованных версий американской телевикторины Jeopardy! («Рискуй!»). Ведущим программы является Пётр Кулешов. Первый выпуск вышел в эфире РТР 7 апреля 1994 года. Выходит в эфире НТВ по субботам и воскресеньям в 15:00.
В каждом выпуске программы места за игровыми столами занимают три игрока, задачей которых являются ответы на вопросы из различных областей знаний в течение трёх основных и финального раундов. Каждый основной раунд состоит из шести тем, каждая из которых, в свою очередь, состоит из пяти вопросов, стоимость которых повышается сообразно повышению их сложности. Финальный раунд состоит из одного вопроса, стоимость которого определяется ставкой, которую делает сам игрок исходя из суммы, имеющейся у него на игровом счёте. Если участник даёт верный ответ, сумма переходит к нему на счёт, если ошибается — очки снимаются. Игрок, набравший по итогам игры наибольшее количество очков, объявляется победителем и получает денежный приз.

## О программе
Основной процесс в игре — ответы на вопросы. Вопросы в игре сформулированы, как правило, в виде утверждений, где искомое слово заменено местоимением. Игроки должны догадаться, о чём идёт речь в вопросе, и дать ответ, также сформулированный в виде утверждения (в отличие от Jeopardy!, где на вопрос, сформулированный в виде утверждения, игроки должны дать ответ в виде вопроса, ответом на который является это утверждение):

Вопрос: Этот писатель владел имением «Ясная Поляна».
Ответ: Кто такой Лев Толстой?— «Jeopardy!»

Вопрос: Этот писатель владел имением «Ясная Поляна».
Ответ: Лев Толстой.— «Своя игра»

### История
В закупке и появлении программы на российском телевидении непосредственное участие принимал директор продюсерского центра ВГТРК Павел Корчагин (в 1993—1994 годах он занимал должность президента компании «Video International», будущего производителя программы).
Пётр Кулешов впоследствии вспоминал:

В период, когда все западные программы российское телевидение либо воровало, либо переделывало, компания «Video International» стала их покупать. Первой приобрели передачу «Устами младенца» с ведущим Александром Гуревичем, а второй — как раз «Свою игру». Тогдашние руководители НТВ подолгу бывали за рубежом и, когда у них спросили, хотели бы они иметь Jeopardy! на русском языке, они ответили положительно.

Первые 12 пилотных выпусков (на тот момент программа ещё не получила названия) по очереди провели члены клуба «Что? Где? Когда?» Борис Бурда, Сергей Царьков и Владимир Белкин. Последний постоянно путался в правилах, вследствие чего было принято решение пригласить другого, более молодого ведущего, которым и стал Пётр Кулешов, на тот момент работавший в сценарном отделе компании «Video International». Он провёл пробный 1-й раунд, во 2-м раунде поменялся местами с Владимиром Белкиным и обыграл двоих докторов наук, после чего на постоянной основе стал бессменным ведущим телеигры.
Первые игроки на передачу приходили из других интеллектуальных командных игр — «Что? Где? Когда?» и «Брейн-ринг» — и поначалу не могли отделаться от привычки советоваться с соперниками. Российская игра решила отступить от стандартов Jeopardy!, так как создатели столкнулись с проблемой слишком разномастной одежды игроков. Были придуманы мантии, фиолетовые (впоследствии серые) — для новых игроков, и золотые (хотя они больше напоминали жёлтые) — для выигравших предыдущие игры. До 2001 года игроки носили ещё и академические конфедератки цветов мантий. Были придуманы вопросы с музыкальными фрагментами и картинками, вопросы-видеоролики. Понятия «Вопрос-аукцион» и «Кот в мешке» также возникли в России. По мнению первого главного редактора передачи Бориса Бурды, в российской версии вопросы были рассчитаны не столько на чистое знание, а скорее на умение логически мыслить, что также отличало её от американского оригинала.
Тем не менее при запуске передачи в России была необходима схожесть с оригинальной американской версией. Так, выпуски с 1994 по 2000 год были относительно небольшими по хронометражу и обязательно делились на 3 части: «Синий раунд», «Красный раунд» и «Своя игра» (финальный раунд), по аналогии с раундами «Jeopardy», «Double Jeopardy» и «Final Jeopardy» — они проводились в студии, подсвечиваемой синим, красным и фиолетовым цветами соответственно. Помимо этого, студийные декорации передачи в 1994—1998 годах были практически идентичны тем, что использовались в США с 1991 по 1997 год. Начиная с выпуска от 13 июня 1998 года (восьмая игра шестого цикла первой «Золотой дюжины») передача с разрешения правообладателей формата снимается в собственной студии.
С 16 сентября 2001 года игра стала больше на один раунд, было введено звуковое сопровождение при представлении участников (с 30 декабря того же года — и тем каждого раунда), а академические конфедератки были отменены.
Три игровых серии, проводившиеся в 2001—2002 годах, были примечательны тем, что команды из наиболее известных игроков за 7 лет существования передачи («гроссмейстеров») должны были продержаться 50 игр подряд, чтобы завоевать главный приз — 7/14/21 килограмм денег (сумма выигрыша не разглашалась, хотя, по словам ведущего, точную сумму в принципе затруднялись назвать и в съёмочной группе). Эти серии имели название «Кубок вызова». За этот период были показаны игры, вошедшие в историю передачи: в частности, программа от 27 января 2002 года представляла собой ток-шоу на тему того, правильно ли ответил Анатолий Вассерман на финальный вопрос прошлой игры, а в выпуске от 21 апреля того же года московский математик Игорь Барышев был дисквалифицирован ближе к концу третьего раунда за своё чересчур раскованное и провоцирующее поведение по ходу игры.
С выпуска от 8 августа 2015 года и до конца 2018 года схема проведения программы была приближена к оригинальной версии: победитель очередной игры переходит в следующую и так далее, пока не потерпит поражение. Также увеличилось число спецвыпусков, приуроченных к государственным праздникам и прочим памятным датам (Новый год, 23 февраля, 8 марта, День Победы и т. д.), в которых участвуют люди, прежде не появлявшиеся в передаче, в том числе и знаменитости. До 2015 года игры подобного плана проводились крайне редко: в частности, в 2003 году была показана игра к 10-летию НТВ с участием ведущих телеканала, а в 2012 году — игры, приуроченные к Дню космонавтики и Общероссийскому дню библиотек.

### Съёмочная группа
Бессменным режиссёром программы до своей смерти в 2017 году являлся Юрий Первушин, с 2017 года — Евгений Козлов. Редакторами — авторами вопросов в настоящее время являются Дмитрий Борок (с 2011 года) и Александр Коробейников (с 2017 года), сами ранее участвовавшие в телевикторине в качестве игроков. В прошлом в редакторскую группу «Своей игры» входили и другие её экс-участники: Владимир Молчанов (исполнял обязанности главного редактора программы с 1994 по 2009 год), Борис Бурда, Ирина Тюрикова, Максим Руссо, Илья Бер и другие. Редактором по работе с игроками с 2002 года является Ольга Хворова.
С момента своего возникновения передача завершается демонстрацией титров с указанием всей съёмочной группы (в играх, выпущенных в период с марта 1995 по июнь 1998 года, число упомянутых людей могло варьироваться в зависимости от количества спонсоров программы, иногда ограничиваясь упоминанием лишь авторов передачи, продюсеров и ведущего). Изначально для них был выделен отдельный сегмент продолжительностью 1—1,5 минуты, с 33-й игры первого «Кубка вызова» (выпуск от 19 января 2002 года) титры проигрываются ускоренно, с пятой игры третьего круга Юбилейных игр 10-летия (выпуск от 30 октября 2004 года) информация демонстрируется в бегущей строке во время подведения итогов ведущим. В некоторых выпусках титры не проигрываются.

### Спонсоры показа
Компанией, являвшейся генеральным спонсором «Своей игры» в течение самого длительного времени (с 27 октября 2002 года по 27 декабря 2015 года, более 13 лет), являлась фирма-производитель канцелярских принадлежностей Erich Krause. Самым первым спонсором викторины являлся «Московский городской банк». Кроме того, генеральными спонсорами в разные годы были «Мост-банк», ярмарка ТИАС, ЦМК «Политэк» (позднее — «Парта»), магазин «Мир кожи в Сокольниках», ИД «Аванта+», Вексельный дом ТЭК, «Genius iRU» (ныне «iru»), Sitronics, Microsoft, Международная академия биржевой торговли FOREX КУБ, «Райффайзенбанк», представительство компании Ipsen Pharma, фармацевтический холдинг РИА «Панда», «Столото», Национальные проекты России, фармацевтическая компания «Доктор Море», банк «Уралсиб». Текущим генеральным спонсором (с начала «Игр 30-летия» — 30 марта 2024 года; турнир, начавшийся 18 января 2025 года, носит его название) является СКБ «Контур» — российская компания, занимающаяся разработкой программного обеспечения для бизнеса; вопросы также задают и другие спонсоры — Национальные проекты России и банк «Уралсиб».

### Рекорды результативности
В истории телеигры максимальное количество очков за одну игру (120 001) набрал Александр Друзь (в игре восьмого круга четвёртого «Кубка вызова», вышедшей в эфир 25 октября 2003 года). По ходу игры счёт на табло перевалил за 100 000 ещё до окончания третьего раунда, и Петру Кулешову пришлось приклеить под игровым табло Друзя бумажку с написанным на ней маркером числом «+100 000», а счёт на табло начал вестись с нуля, так как создатели передачи не рассчитывали, что кому-то удастся набрать более 100 000 очков. Набрав рекордную сумму, Друзь превзошёл свой же результат, достигнутый ранее, в предыдущем круге того же кубка, 20 сентября 2003 года (80 074 очка). После этого игровые табло были заменены на шестизначные, однако с тех пор в течение более чем 20 лет никому не удавалось достичь результата, равного или превышающего 100 000 очков (единственное исключение — команда Москвы во время розыгрыша Открытого командного турнира 2012 года, по итогам трёх третьфинальных игр суммарно набравшая 117 199 очков). Рубеж был вновь преодолён только 23 декабря 2023 года, когда в третьем третьфинале турнира «Золотая середина» Геннадий Яковлев сумел набрать ровно 100 000 очков по итогам финального раунда, став, таким образом, вторым по результату, набранному в одной игре, участником викторины за всю её историю.
Рекордсменом по количеству игр, выигранных подряд, является Анатолий Вассерман, одержавший в рамках первого «Кубка вызова», проводившегося в 2001—2002 годах, 15 побед. Второе место делят сразу два игрока — Андрей Жданов (в «Автомобильном кубке» 2011 года) и Дмитрий Еловенко (в турнире «Золотая середина» 2023 года), каждый из которых сумел выиграть 10 игр подряд. На третьем месте находится учитель математики из Москвы Игорь Никонов, сумевший в турнире «Продолжение следует...» в 2024 году выиграть 9 игр подряд, причём первая выигранная им игра являлась дебютом Игоря в «Своей игре».

### Призы
По итогам каждой игры её победитель получает рублёвый эквивалент количества набранных очков (за минусом суммы НДФЛ); игроки, занявшие второе и третье места, призов не получают (в отличие от оригинальной американской версии Jeopardy!, где игроки, занявшие второе и третье место, с 16 мая 2002 года получают утешительные призы в 2 000 и 1 000 долларов США соответственно). Победителям финалов года традиционно вручаются памятные кубки. Начиная с «Игр 30-летия», проводившихся в 2024 году, впервые за длительное время начался розыгрыш и  специальных денежных призов: в «Играх 30-летия» победитель (Игорь Мокин) получил 1 000 000 рублей, в 2025 году победители отборочных этапов кубка интеллектуалов (он же кубок «Контура») получат по 500 000 рублей, а победитель финала года — 1 500 000 рублей.

### Резонансные эпизоды
- В выпуске от 21 апреля 2002 года в третьем раунде московский математик Игорь Барышев неверно ответил на вопрос-аукцион и, затеяв с ведущим Петром Кулешовым перепалку, захотел уйти досрочно. Кулешов остановил Барышева, и игра продолжилась до последнего аукциона в третьем раунде, где Барышев дал ответ, что не понял вопроса. Когда Пётр Кулешов сказал, что, на его взгляд, вопрос был прекрасно задан, игрок назвал правильный ответ, но уже поздно, и ответ не был засчитан. Игорь вступил в очередную перепалку с Петром, за что был удалён из студии[29].
- В выпуске от 17 декабря 2011 года во втором раунде юрист Анатолий Белкин выбрал ставку «Ва-банк» в вопросе-аукционе, но ответил неверно и попытался оспорить правильный ответ, пригрозив даже воспользоваться Интернетом, чтобы ведущему «было стыдно». Пётр Кулешов, однако, остался при своём мнении[30].

## Традиционные типы тем
Обычные темы, вопросы в которых сгруппированы по принадлежности к одной и той же области знаний, в большинстве случаев имеют названия, тем или иным образом иллюстрирующие эту область, например:
- «Кушать подано!», «Вам, гурманы» (вопросы о кулинарии и еде)
- «Будьте здоровы!» (вопросы о медицине и здравоохранении)
- «Эх, прокачу!» (вопросы о транспорте)
- «Дела духовные» (вопросы о религиях и верованиях)
- «Что у нас на голове?», «Кто во что одет» (вопросы о головных уборах и одежде соответственно)
- «Ошибочка вышла!» (вопросы об ошибках и опровергнутых заблуждениях)
- «Ну ты сказал!» (вопросы об афоризмах, цитатах и крылатых выражениях)
- «Как вас теперь называть?» (вопросы о прозвищах, псевдонимах и изменении имён известных личностей)
- «Достойный ответ» (вопросы о неожиданных и/или остроумных ответах известных исторических персонажей на вопросы)
- «А судьи кто?», «Суд идёт», «Закон есть закон» (вопросы на тему юриспруденции и права в принципе) и т.д.

Помимо обычных тем, также традиционно используются:
А) Темы, в которых необходимо дать ответ, используя ту или иную буквенную маску (обычно присутствуют в первом раунде выпусков «Своей игры»): 
- «Матричные» темы (к примеру, «…УСТА…»): в таких темах в ответе на каждый вопрос должна присутствовать одна и та же комбинация букв — «матрица» (если ответ состоит из нескольких слов, то обычно «матрица» присутствует только в одном из них).
- «Инициальные» темы (к примеру, «Б.Н.»): в таких темах ответ на каждый вопрос должен состоять из двух слов, первое из которых начинается на первую букву заголовка темы, а второе — на вторую.
- Темы «N.N.»: развитие «инициальных» тем — в таких темах ответ на каждый вопрос должен состоять из двух слов, начинающихся на одну и ту же букву, причем в каждом ответе буквы могут быть разными.
- Темы «От N до М» (к примеру, «От А до О»): в таких темах ответ на каждый вопрос должен начинаться и заканчиваться на указанные в теме вопроса буквы (если ответ состоит из нескольких слов, то начинаться на N должно первое из них, а заканчиваться на М — последнее).
- Темы «Гласные (согласные) — только N» (к примеру, «Гласные — только Е»): в таких темах ответ на каждый вопрос должен содержать одинаковые гласные или согласные буквы, соответствующие маске, упомянутой в заголовке темы (к примеру, для темы «Гласные — только Е» ответом может служить слово «Перепел»).

Б) Прочие часто встречающиеся темы, не относящиеся к одной области знаний:
- Темы «50 на 50»: в таких темах игрок должен выбрать правильную реалию из двух, очевидно наиболее подходящих под форму вопроса.
- Темы «Один из N»: развитие типа тем «50 на 50» — в таких темах игрок игрок должен выбрать правильную реалию из N, очевидно наиболее подходящих под форму вопроса (обычно не более четырёх).
- Темы «Туда-сюда»: в таких темах ответами на вопросы являются палиндромы, состоящие как из одного, так и из нескольких слов.
- Темы «От 2 до 5»: в таких темах ответом во всех вопросах является числительное от двух до пяти.
- Темы «Объект на фото» (к примеру, «Башни на фото»): в таких темах все вопросы относятся к одному и тому же типу архитектурных объектов (башни, мосты, ворота и т. д.), и каждый вопрос сопровождается соответствующей иллюстрацией. Также в данную категорию можно отнести темы «Где эта улица?» и «Где этот дом?».
- Темы «Не только <название реалии>»: в таких темах ответами во всех вопросах являются понятия, представляющие собой омонимы (в случае с людьми — имена тёзок или однофамильцев) определённых реалий (в случае с людьми — исторических персонажей). К примеру, ответом на вопрос темы «Не только президенты США» может являться «Говард Картер» (являющийся однофамильцем президента США Джимми Картера).
- Темы «Вокруг <названия реалии>»: в таких темах ответами во всех вопросах являются факты, только косвенно связанные с определённой реалией. К примеру, ответом на вопрос темы «Вокруг футбола» может являться название города, в котором находится футбольный стадион имени знаменитого итальянского нападающего Джузеппе Меаццы (Милан).
- Темы «Зачинается рассказ»: в таких темах необходимо по процитированному началу литературного произведения угадать и воспроизвести его название.
- Темы «Тут и сказочке конец»: в таких темах необходимо по процитированному финалу литературного произведения угадать и воспроизвести его название.
- Темы «Вопросы от…»: в таких темах вопросы самостоятельно задают знаменитости (певцы, актёры, шоумены и другие известные личности), люди необычных или редких профессий, а также представители общественных организаций (Русского географического общества, Президентской библиотеки и т. д.), игрокам же демонстрируется соответствующая видеозапись. Первичный выбор темы «Вопросы от…» обычно сопровождается репликой игрока «Давайте посмотрим, от кого сегодня вопросы», в дальнейшем для выбора вопроса игрок называет тему в стиле «Вопросы от <имя / название / профессия задающего вопросы>» (к примеру, «Вопросы от настройщика роялей», «Вопросы от Российского военно-исторического общества» и т. д.). За редчайшими исключениями тема «Вопросы от…» присутствует во втором раунде каждого выпуска «Своей игры».

Ведущий программы Пётр Кулешов не раз говорил в передаче, что у игроков традиционно вызывают затруднения вопросы, связанные с поп-культурой и шоу-бизнесом. Некоторые игроки старались как можно реже выбирать вопросы, связанные с их профессиональной деятельностью, чтобы не допустить стратегические промахи. В частности, музыкальный и телевизионный редактор Юрий Бершидский избегал тем, связанных с музыкой (в том числе «Оперы»); юрист Юрий Хашимов старался не брать вопросы по теме юриспруденции («Закон есть закон»).

## Ход игры

### Первый раунд
Перед началом первого раунда игрокам в течение 5 секунд на главном мониторе демонстрируются все темы предстоящей игры (кроме тем финального раунда). Далее ведущий зачитывает названия шести тем, разыгрывающихся в текущем раунде.
В подавляющем большинстве случаев выбор темы и стоимости вопроса первым осуществляет игрок за центральным столом, однако в случае, если в игре участвует женщина, не занимающая центральный стол, право выбора первого вопроса отдают ей. В начале игры все участники имеют на счету 0 очков (в 1994—1996 годах игра начиналась с 50 очков, при этом 1 очко соответствовало 1000 неденоминированных рублей).
После выбора темы и стоимости вопроса его текст появляется на главном студийном мониторе (кроме специальных вопросов и вопросов с иллюстрациями), а ведущий зачитывает вопрос вслух.
После того, как ведущий зачитал вопрос, игрок, желающий дать ответ, должен быстрее соперников заявить об этом, нажав на одну из кнопок, расположенных на столе игрока справа и слева от электронного пульта (стол игрока, получившего право ответа на вопрос, выделяется световой индикацией); если его ответ верный, то на его счёт переходят очки, составляющие стоимость вопроса. При неправильном ответе на вопрос эта же сумма снимается со счёта игрока, и право ответа переходит соперникам вплоть до истечения времени, доступного для ответа на вопрос (5 секунд), по окончании которого звучит специальный трёхтоновый звуковой сигнал. В случае если никто из игроков не дал правильного ответа, его озвучивает ведущий.
В качестве индикатора начала приёма ответов на вопросы используется специальная лампа, расположенная слева от главного монитора (видимая для игроков, но невидимая для телезрителей), включаемая техническим специалистом съёмочной группы сразу после окончания чтения вопроса ведущим. Нажатие кнопки на игровом столе ранее включения этой лампы (равно как и одновременное нажатие кнопки несколькими игроками) считается фальстартом и блокирует приём сигналов с таких кнопок на 3 секунды.
Игрок, давший правильный ответ на вопрос, получает право выбора следующего вопроса. В случае, если никто из игроков не дал правильного ответа, право выбора следующего вопроса остается у игрока, выбиравшего предыдущий вопрос (кроме случаев с ответами на специальные вопросы).
Стоимость ответов в первом раунде — 100, 200, 300, 400 и 500 рублей (очков).
На розыгрыш раунда отводится 10 минут, по истечении которых он прерывается, даже если не все вопросы в темах успели разыграть (также в этом случае в студии звучит специальный сигнал — гонг).
В ходе первого раунда студия подсвечивается голубым цветом.

### Второй и третий раунды
Правила те же, что и в первом раунде, за исключением того, что раунд начинает игрок с наименьшим на начало раунда количеством очков на игровом счёте.
Стоимость ответов во втором раунде — 200, 400, 600, 800 и 1000 рублей (очков); в третьем — 300, 600, 900, 1200 и 1500 рублей (очков).
В ходе второго раунда студия подсвечивается синим цветом, в ходе третьего — золотисто-фиолетовым.

### Финальный раунд
Если у кого-либо из игроков перед финальным раундом сумма на игровом счёте отрицательная или равна нулю, он покидает игру и терпит досрочное поражение (соответственно, в финале могут участвовать два или даже один игрок). В том редком случае, если у всех трёх игроков перед финальным раундом сумма на игровом счёте отрицательная или равна нулю, финальный раунд не разыгрывается, а победителем игры признаётся игрок с наименьшей отрицательной суммой.
В начале финального раунда ведущий предлагает игрокам семь тем, далее игроки поочерёдно (начиная с игрока, имеющего наименьшую сумму на счёте) убирают темы из списка, оставляя одну, вопрос из которой и разыгрывается. До 2001 года тема финального раунда объявлялась ведущим сразу же; в некоторых специальных выпусках тема финального раунда также может быть заранее определена съёмочной группой и редакторами.
После выбора темы игроки делают ставки, записывая их на электронном пульте. Ведущий зачитывает вопрос, после чего игроки в течение 30 секунд должны дать на него ответ, также записав его на электронном пульте (в продолжение выделенного на ответ времени в студии звучит музыкальная тема). После того, как все игроки дали свои ответы, ведущий зачитывает ответ каждого игрока (начиная с игрока, имеющего наименьшую сумму на счёте), его ставку и сумму на счёте, сформировавшуюся по результатам финального раунда (при этом ответ игрока, его ставка и финальная сумма также демонстрируются на мониторе).
В случае, если никто из игроков не дал правильного ответа на вопрос финального раунда, ведущий озвучивает его сам после объявления результатов игры. Игрок с наибольшим количеством очков на игровом счёте по результатам финального раунда объявляется победителем игры. В случае равенства очков у двух или трёх игроков после окончания финального раунда для выявления победителя устраивается дополнительная перестрелка.
Для исключения копирования ответа на вопрос у соперников и манипуляции ставками в ходе финального раунда перед его началом между столами игроков на студийную декорацию устанавливаются разделители, скрывающие электронный пульт каждого игрока от его соседей.
В ходе финального раунда студия подсвечивается фиолетовым цветом.

### Специальные вопросы
Помимо обычных вопросов, в игре присутствуют и специальные — «Кот в мешке» и «Вопрос-аукцион». Местоположение таких вопросов внутри тем заранее неизвестно; обычно в одном раунде разыгрываются два «Кота в мешке» и два аукциона (во втором раунде — один аукцион). Вне зависимости от правильности ответа игрок, отвечавший на специальный вопрос, получает право выбора следующего вопроса. Тексты специальных вопросов (в отличие от обычных) на главном мониторе не демонстрируются.
«Кот в мешке» — ситуация в игре, когда, выбрав вопрос в теме, игрок обязан передать его любому сопернику, который, в свою очередь, обязан дать на него ответ (молчание приравнивается к неправильному ответу). Игроку, получившему «Кота», предоставляется тема вопроса (обычно отличная от темы, в которой был выбран вопрос, оказавшийся «Котом в мешке») и возможность самостоятельно назначить ставку, выбрав её из двух возможных вариантов, представляющих собой минимальную и максимальную стоимость вопроса в текущем раунде (в первом раунде — 100 или 500 рублей, во втором — 200 или 1000 рублей, в третьем — 300 или 1500 рублей). С 2000 года «Коты в мешке» всегда связаны с изображениями (редко — со звуком). Существует также разновидность вопроса, где игроку для правильного ответа необходимо выбрать одно из четырёх (реже — одно из трёх) изображений. «Кота в мешке», согласно давней игровой традиции, наиболее часто передают тому из соперников, у которого в текущий момент меньше сумма очков на игровом счёте.
«Вопрос-аукцион» — ситуация в игре, когда, выбрав вопрос, игрок может изменить его стоимость, сделав ставку в пределах текущей суммы очков на его счёте (при этом минимальная ставка составляет номинальную стоимость выбранного вопроса). Далее начинаются торги, в ходе которых двое других игроков при желании могут перебить эту ставку большей (при наличии у них необходимой суммы на счёте). В любой момент торгов (кроме назначения первоначальной ставки) любой игрок может произнести слово «Пас» и таким образом отказаться от дальнейшего участия в торгах. Ставка, составляющая полную сумму очков на счёте игрока, носит название «Ва-банк» и может быть перебита только ещё большим по сумме «Ва-банком» (в этом случае, дав неправильный ответ, игрок теряет все деньги на счёте). Если у всех трёх игроков сумма на счёте меньше или равна номинальной стоимости вопроса-аукциона, он автоматически достаётся выбравшему его игроку и играется за номинальную стоимость.

### Вопросы от спонсора
Выбрав в игре «Вопрос от спонсора» (местоположение подобных вопросов внутри тем также неизвестно), игроки вместо вопроса, соответствующего теме, отвечают на вопрос, предоставленный спонсором игры. Логотип и название спонсора (а в некоторых случаях — также и небольшой рекламный текст) предварительно озвучиваются ведущим и демонстрируются на главном мониторе. В настоящее время «Вопросы от спонсора» предоставляют: 
- СКБ «Контур» и «Национальные проекты России» (за ту же стоимость, при неправильном ответе стоимость вопроса вычитается из текущей суммы очков игрока).
- Банк «Уралсиб» (вопрос разыгрывается только с игроком, которому достался вопрос от спонсора; при правильном ответе на вопрос игроку на счет зачисляется удвоенная стоимость вопроса, при неправильном ответе игрок ничего не теряет).

### Перестрелка
Перестрелка — мини-раунд для выявления победителя в тех случаях, когда у двух или трёх игроков по окончании финального раунда на счетах оказалось одинаковое количество очков.
В этом случае между такими игроками разыгрывается одна дополнительная тема, состоящая из пяти вопросов стоимостью 100, 200, 300, 400 и 500 рублей (очков). За правильный ответ игроку начисляются очки, за неправильный он их лишается. Если по итогам розыгрыша первой темы победитель всё ещё не определён, разыгрывается следующая тема до тех пор, пока не определится победитель игры.
Победителем игры объявляется игрок, набравший по результатам перестрелки наибольшее количество очков. В то же время игрок, уступающий по набранным очкам участникам перестрелки, в теории по правилам программы может выйти победителем, если участники перестрелки при неверных ответах потеряют столько денег, что пропустят вперёд третьего игрока.
В командных турнирах правило перестрелки не используется, а победителями объявляются два или три игрока с одинаковыми результатами (что и произошло, например, в игре от 29 сентября 2013 года).
Всего было зафиксировано 12 случаев использования двойной перестрелки (список может быть неполон из-за нехватки данных за 1995—1996 годы), случаи тройных перестрелок неизвестны.

## Другие проекты
За всю историю «Своей игры» 27 игр было выпущено в формате специальных проектов, то есть тематических игр со специально подобранными игроками, приуроченных к тем или иным памятным датам. В некоторых спецпроектах (в основном в играх, посвящённых Международному женскому дню) специальный подбор игроков не проводился.
| Памятное событие / дата                             | Год проведения спецпроекта                     |
| --------------------------------------------------- | ---------------------------------------------- |
| Международный женский день                          | 1995, 1996, 2000, 2005, 2012, 2016, 2017, 2018 |
| 10-летие телеканала НТВ                             | 2003                                           |
| День космонавтики                                   | 2012                                           |
| Общероссийский день библиотек                       | 2012                                           |
| День семьи, любви и верности                        | 2015                                           |
| День знаний                                         | 2015                                           |
| День памяти Веры, Надежды, Любови и матери их Софии | 2015                                           |
| День юриста                                         | 2015                                           |
| День защитника Отечества                            | 2016, 2017, 2018                               |
| День Победы                                         | 2016, 2017, 2018, 2025                         |
| День защиты детей                                   | 2016                                           |
| День учителя                                        | 2016                                           |
| Новый год                                           | 2016                                           |
| День смеха                                          | 2017                                           |
| Начало Чемпионата мира по футболу в России          | 2018                                           |
| 175-летие Русского географического общества         | 2020                                           |

Кроме этого, за всю историю программы два её спецвыпуска были неигровыми:
- 27 января 2002 года вышел выпуск, представлявший собой ток-шоу, посвящëнное разбору неоднозначного ответа Анатолия Вассермана в финальном раунде игры от 26 января того же года, который едва не прервал рекордную беспроигрышную серию игрока.
- 21 августа 2004 года вышел выпуск, посвящëнный 10-летию передачи, в котором был анонсирован юбилейный турнир с участием лучших игроков за всю историю программы, а также рассказывалось о её истории.

## Вещание
Премьера программы состоялась 7 апреля 1994 года на РТР, последний эфир на РТР состоялся 3 января 1997 года. С 12 января 1997 по 25 декабря 1999 года транслировалась по выходным дням на НТВ, 28 февраля 1998 года в эфир вышел 200-й выпуск телепередачи. Показ «Своей игры» на НТВ был прекращён после того, как у группы компаний «Video International» истёк срок договора с ним (по другим данным — в связи с появлением на НТВ игры «О, счастливчик!»).
С 5 февраля по 29 декабря 2000 года телеигра выходила на ТВ-6 — тогдашнем партнёре «Video International». Но в связи с тем, что телеканал не продлил контракт с творческой группой передачи, с января по сентябрь 2001 года она вообще не выходила в эфир. С 16 сентября 2001 телеигра снова транслируется на НТВ по выходным дням, чему поспособствовал тогдашний главный продюсер канала Александр Олейников. До 2002 года в сетках вещания и НТВ, и ТВ-6 присутствовали повторы выпусков игры в утреннее или дневное время по будням.
С 2002 года программа уходит в летний отпуск. Исключением стал 2012 год, на протяжении которого телеигра выходила без перерывов. Также небольшой летний перерыв в эфире имел место с 14 по 28 августа 1999 года.
По словам Петра Кулешова, 13 января 2019 года, в день старта юбилейного 25-го сезона «Своей игры» и начала розыгрыша «Кубка 25-летия», в эфир вышел 1500-й выпуск игры на НТВ.

### Несостоявшееся закрытие проекта
19 ноября 2012 года стало известно, что НТВ не продлило контракта со «Студией 2В», производящей «Свою игру». Среди возможных причин называли: снижение бюджета, который телеканал выделял на производство передачи, последующее изменение периодичности трансляции (с 14 июля 2012 по 29 сентября 2013 года телеигра чаще всего шла в один выходной день недели вместо двух), а также конфликт, связанный с требованием со стороны НТВ перехода программы в формат 16:9 и построения новых декораций.
Однако вскоре решение телекомпании было изменено: после шквала критики 7 декабря 2012 года в прессе появилась информация, что передача продолжит выходить на НТВ, а на сайте «Студии 2В» появилась информация о смене декораций и переходе на широкоэкранный формат.

## Награды
В 2003, 2015 и 2017 годах программа получила премию ТЭФИ в номинации «Телевизионная игра», а в 2005 году бессменный ведущий «Своей игры» Пётр Кулешов получил ТЭФИ в номинации «Ведущий телевизионной игры».

## Основные турниры[52]
| Год (-ы)  | Названия турниров                                               | Краткие правила игры | Победители турниров |
| --------- | --------------------------------------------------------------- | --- | --- |
| 1994—1996 | Автомобильный кубок                                             | Для того, чтобы выиграть главный приз игры — автомобиль Peugeot 605, игрок должен был выиграть 5 игр подряд. Победитель каждой игры оказывался перед выбором: забрать выигранные деньги (игроки, занявшие 2-е и 3-е места, получали их в любом случае) и покинуть студию или же рискнуть и сыграть ещё раз. В этом случае выигранная сумма «замораживалась» и, в случае проигрыша, терялась безвозвратно. Если же рискнувшему удавалось победить снова, выигранные им во всех играх суммы складывались. Также игроку после третьей игры предлагалась «взятка» в виде сертификатов от банка-спонсора на сумму 500 тысяч рублей (неденоминированных) за то, чтобы он согласился играть дальше. | Юрий Черушев, Александр Друзь, Борис Бурда, Юрий Хашимов |
| 1996—2000 | Золотая дюжина (1—13 циклы)                                     | Команда из двенадцати игроков, уже зарекомендовавших себя в предыдущих играх, — «Золотая дюжина» — соревновалась с претендентами. Каждый игровой цикл состоял из шести отборочных пар игр, третьфиналов и финала. В первой отборочной игре претенденты соревновались между собой, во второй отборочной игре победитель первой игры встречался с двумя членами «Золотой дюжины», по результатам которой в «Золотую дюжину» входили (или оставались в ней) игроки, занявшие первое и второе места, игрок же, занявший третье место — выбывал. В третьфиналы цикла выходили девять членов «Золотой дюжины», набравшие наибольшее количество очков в отборочных играх, победители же третьфиналов встречались в финале, по итогам которого и определялся победитель цикла. В конце года проводился «Суперфинал», в который выходили три победителя циклов, набравшие наибольшее количество очков. В циклах 1996—1997 годов использовалась схема, согласно которой двое членов «Золотой дюжины» соревновались с одним претендентом, являвшимся победителем предыдущей отборочной игры. Членство в дюжине получали игроки, занявшее первое и второе места в игре, далее девять игроков с лучшими результатами разыгрывали третьфинальные и финальные игры. | Александр Либер (циклы 1 — финал 1996 года, 2, 8, 10), Татьяна Беспалова (циклы 3, 5), Анатолий Белкин (цикл 4, суперфинал 1997 года), Яков Подольный (циклы 6, 7), Михаил Сахаров (цикл 13 — финал 2000 года; суперфинал 1998 года), Юрий Бершидский (циклы 9, 11; суперфинал 1999 года), Андрей Жданов (цикл 12)                                             |
| 2001—2002 | Кубок вызова — 1                                                | Команда из семи элитных игроков — «гроссмейстеров» — должна была продержаться 50 игр против претендентов. Если гроссмейстер проигрывал претенденту, он выбывал из «ложи гроссмейстеров». Если бы по окончании 50-й игры хотя бы один гроссмейстер остался в ложе (непобеждённым), команда гроссмейстеров получила бы главный приз — 7 килограммов денег. В первой же игре неожиданно проиграл капитан команды гроссмейстеров и сильнейший игрок по итогам всех циклов «Золотой дюжины» Александр Либер. Довольно быстро из игры выбыло ещё трое гроссмейстеров, а дальше Анатолий Вассерман установил рекорд по количеству игр, выигранных одним игроком подряд (15), но до победы в турнире продержаться не смог. | без победителя |
| 2002      | Кубок вызова — 2                                                | Команда из семи элитных игроков — «гроссмейстеров» — должна была продержаться 50 игр против претендентов. Если гроссмейстер проигрывал претенденту, он выбывал из «ложи гроссмейстеров». Если бы по окончании 50-й игры хотя бы один гроссмейстер остался в ложе (непобеждённым), команда гроссмейстеров получила бы главный приз — 14 килограммов денег (при проигрыше каждой команды на счёт добавляется ещё 7 килограммов денег). Тем не менее, после быстрого вылета двух ведущих игроков — Михаила Сахарова и Анатолия Белкина — у команды гроссмейстеров возникли большие проблемы, справиться с которыми в итоге не удалось: после 23-й игры Юрий Бершидский остался один, и, хотя он выиграл ещё пять игр подряд (а всего — 10), рекордная серия Анатолия Вассермана из «Кубка вызова -1» осталась непревзойдённой, а второй «Кубок вызова» завершился после 29 игр. | без победителя |
| 2002      | Кубок вызова — 3                                                | Команда из семи элитных игроков — «гроссмейстеров» — должна была продержаться 50 игр против претендентов. Если гроссмейстер проигрывал претенденту, он выбывал из «ложи гроссмейстеров». Если по окончании 50-й игры хотя бы один гроссмейстер оставался в ложе (непобеждённым), команда гроссмейстеров получала главный приз — 21 килограмм денег. В третьем «Кубке вызова» было введено новое правило: в случае неудачной игры гроссмейстера команда имела право перед началом третьего раунда заменить его другим гроссмейстером. Однако воспользоваться этим правилом не пришлось ни разу: хотя две дамы из числа гроссмейстеров проиграли довольно быстро, остальные пятеро играли достаточно уверенно, доведя розыгрыш до успешного завершения (несмотря на то, что под конец года против гроссмейстеров стали выпускать сильных претендентов, проявивших себя в первом и втором «Кубках вызова», в том числе и «терминаторов», уже выбивавших гроссмейстеров из игры, в результате чего ещё двое гроссмейстеров третьей семёрки потерпели поражения) — после 48-й игры в ложе гроссмейстеров осталось трое игроков (Юрий Хашимов, Александр Друзь и Дмитрий Белявский), что означало досрочный выигрыш главного приза. | Юрий Хашимов, Яков Подольный, Ирина Соболевская, Дмитрий Белявский, Александр Эдигер, Александр Друзь, Ольга Берёзкина. |
| 2003      | Кубок вызова — 4                                                | В ложе гроссмейстеров теперь 9 игроков. В каждой игре один гроссмейстер играл против двух претендентов. Если претендент обыгрывал гроссмейстера, он занимал его место в ложе. В конце года всем гроссмейстерам, проигравшим по ходу розыгрыша (таковых набралось 20 человек), была дана возможность реабилитироваться, сыграв круг реваншей, после чего 9 игроков, оставшихся в ложе гроссмейстеров, разыграли главный приз по не совсем обычной схеме: в первой финальной игре встретились 3 игрока с наименьшими рейтингами (7, 8 и 9), худший из них вылетел, к двум оставшимся в следующей игре присоединился игрок с 6-м рейтингом, после этой игры худший также вылетал, и т. д. до шестой игры, занявшие 1 и 2 места в которой вышли в суперфинал, где к ним присоединился игрок с наивысшим рейтингом по ходу всего турнира (им стал Александр Друзь). Главный приз, доставшийся победителю суперфинальных игр (их было три, причём вторая игра началась со счёта первой игры, а третья игра — со счёта второй игры), складывался из сумм победителей всех игр сезона. | Александр Друзь (1 797 462 рубля) |
| 2004      | Автомобильный кубок                                             | Победитель каждой игры имел выбор: продолжить играть (при этом он рисковал своим выигрышем — при поражении в очередной игре весь его выигрыш в предыдущей игре/играх сгорал) либо забрать выигрыш (за все выигранные подряд игры) и попытать счастья в выигрыше главного приза — автомобиля (при этом игрок заканчивал участие в играх независимо от того, выиграл он главный приз или нет). Выглядело это так: в центре студии находился вращающийся подиум, в котором находилось 30 ячеек, в одной из которых содержался брелок с ключом от автомобиля. Если игрок выигрывал одну игру — он мог открыть только одну ячейку. Если победил дважды — три ячейки, и далее за каждую N-ю победу добавляется N ячеек (например, после пяти побед можно открыть 1+2+3+4+5 = 15 ячеек). При этом игрок имел право «купить» возможность открыть одну или несколько дополнительных ячеек, исходя из полной суммы своего выигрыша или его части (право открыть каждую дополнительную ячейку стоило 10 000 рублей). Соответствующая сумма списывалась со счёта игрока. | Юрий Васильев |
| 2004      | Игры 10-летия                                                   | Во второй половине 2004 года прошли Юбилейные игры, посвящённые 10-летию «Своей игры». В них приняли участие 27 сильнейших игроков за всю историю телепередачи. Главный приз (опять-таки автомобиль) был разыгран в финале из четырёх игр. | Анатолий Вассерман |
| 2005      | Комбинированные кубки                                           | Победитель каждой игры мог либо забрать выигрыш (за все выигранные подряд игры), либо продолжить игру (но в случае его поражения в очередной игре весь его выигрыш сгорал, и он не получал ничего). По итогам каждого из полугодий по 9 лучших игроков (лучших по количеству выигранных игр, а при равном количестве побед — по набранным суммам очков, вне зависимости от того, был ли игрок обыгран или ушёл непобеждённым) приняли участие в финальных играх (третья треть финала и финал), победители которых стали обладателями накопительного призового фонда (составленного из сумм выигрышей победителей всех игр полугодия). | Александр Успанов (первое полугодие), Андрей Жданов (второе полугодие) |
| 2006—2007 | Золотая дюжина (1—10 циклы)                                     | Игры проводились по той же схеме, что и в 1998—2000 гг.: в каждом цикле 16 игр (12 отборочных, три третьфинала и финал; трое членов «Золотой дюжины» с наихудшими результатами в текущем цикле в третьфиналах не участвовали), в каждой из отборочных игр член «Золотой дюжины» играл с двумя претендентами (в первом цикле все участники отборочных игр формально являлись претендентами), в случае победы претендента он входил в «Золотую дюжину» вместо обыгранного им игрока. Порядок отборочных игр (начиная со второго цикла) на этот раз определялся результатами членов «Золотой дюжины» в предыдущем цикле: от наименьшего к наибольшему. Победитель каждого цикла получал накопительный призовой фонд, равный сумме выигрышей победителей 15 предыдущих игр того же цикла. В конце года был разыгран финальный турнир, в котором приняли участие финалисты всех пяти циклов (включая и тех, кто по ходу розыгрыша вылетел из «Золотой дюжины»). | Юрий Хашимов (цикл 1), Станислав Мереминский (цикл 2), Валерий Овчинников (цикл 3), Владислав Пристинский (цикл 4), Андрей Штефан (цикл 5), Андрей Жданов (финал 2006 года), Дмитрий Лурье (циклы 6, 8), Анатолий Белкин (цикл 7), Ольга Успанова (цикл 9), Александр Либер (цикл 10, финал 2007 года)                                                         |
| 2008—2009 | Автомобильный кубок                                             | Снова главный приз в программе — автомобиль. Снова в центре студии вращающийся подиум, но теперь в нём не 30 ячеек, как было в 2004 году, а 22, а в одной из ячеек — ключ от автомобиля. Теперь в каждой игре победитель имел шанс выиграть автомобиль: после первой победы игрок получает право проверить одну ячейку из 22, после второй победы — ещё две, после третьей — ещё три, и т. д. Если игрок находил ключ от автомобиля, он становился обладателем автомобиля и покидал игру, в противном же случае — принимал участие в следующей игре. Теперь игроки не рисковали потерять денежные выигрыши — деньги выплачивались победителю каждой игры (вне зависимости от того, выиграл игрок автомобиль или нет). Нетрудно подсчитать, что 6 побед подряд практически гарантировали выигрыш автомобиля (1+2+3+4+5+6=21, а всего ячеек 22). Анатолию Вассерману потребовалось сыграть все шесть игр, и лишь после шестой победы ему попался брелок с ключом от автомобиля, а Михаилу Сахарову повезло вытащить заветный ключ после первой же победы (имея 1 шанс из 22). Ещё трём участникам за 2009 год повезло вытянуть ключ от автомобиля с первой же попытки — Алексею Паевскому, Роману Немучинскому и Кириллу Богловскому. | Алексей Маркин, Анатолий Вассерман, Андрей Чернявский, Борис Брукман, Михаил Сахаров, Алексей Паевский, Дмитрий Борок, Максим Руссо, Вадим Карлинский, Николай Самусь, Роман Немучинский, Кирилл Богловский |
| 2009      | Игры 15-летия                                                   | Юбилейные игры, посвящённые 15-летию «Своей игры». В них принял участие 81 игрок по схеме с выбыванием (в каждой игре в следующий круг выходил лишь победитель). Таким образом, после первого круга осталось 27 участников, после второго — 9, победители трёх третьфиналов вышли в финал, где в двух играх определили чемпиона, вице-чемпиона и финалиста. Впервые было сформировано три призовых фонда. | I — Станислав Мереминский; II — Дмитрий Борок; III — Алексей Маркин |
| 2010      | Автомобильный кубок                                             | По-прежнему, как и в 2008—2009 годах, в специальном вращающемся подиуме 22 ячейки, в одной из которых — брелок с ключом от автомобиля, но теперь игрок после победы в игре (как и в 2004 году) должен делать выбор: либо попытаться вытянуть брелок с ключом от автомобиля, либо продолжить игру. Продолжая игру, игрок не рисковал выигранными в предыдущей игре (или играх) деньгами, получая выигрыш в любом случае. Если же игрок выходил к подиуму, то, в зависимости от количества выигранных подряд игр, он получал право вскрыть определённое количество ячеек: после одной победы — одну ячейку, после двух побед — 3 (1+2) ячейки, после трёх побед — 6 (1+2+3) ячейки, и т. д. Нетрудно подсчитать, что шесть побед подряд практически гарантируют игроку выигрыш автомобиля (1+2+3+4+5+6 = 21, а ячеек в подиуме 22), впрочем, до шестой игры никто в 2010 году не дотянул. | Александр Мартынов, Инна Грановская |
| 2010      | Кубок нового поколения                                          | Победители девяти игр первого круга вышли в третьфиналы, победители третьфиналов вышли в финал, победитель которого получил главный приз «Кубка нового поколения» — опять-таки автомобиль. | Борис Котлов |
| 2010      | Кубок трёх поколений                                            | В конце года состоялся мини-турнир — «Кубок трёх поколений», в котором приняли участие: трое сильнейших игроков, участвующих в «Своей игре» ещё с 1990-х («старшее поколение»), трое финалистов «Игр 15-летия» 2009 года («среднее поколение») и три лучших игрока 2010 года («молодое поколение»). После четырёх игр (трёх третьфиналов и финала) был определён победитель, получивший главный приз: круиз по тёплым морям на две персоны. | Юрий Хашимов |
| 2011      | Автомобильный кубок                                             | Подиум с 22 ячейками по-прежнему в центре студии, но теперь его назначение изменилось. Победитель каждой игры получает свой выигрыш и принимает участие в следующей игре, а игрок, занявший второе место, также может продолжить игру, если вытянет брелок с ключом: если игрок занял второе место впервые, 17 из 22 брелоков в подиуме — с ключом. Если игрок занял второе место во второй раз — «счастливых брелоков» 12 из 22. Если игрок занял второе место в третий (или четвёртый, или более) раз — шансы продолжить игру сокращаются до 7 из 22. Игрок, занявший третье место, прекращал игру в любом случае. Игрок, продержавшийся в течение 10 игр, получал главный приз — автомобиль. | Андрей Жданов |
| 2011      | Новогодний мини-турнир                                          | Новогодний турнир с участием девяти сильных игроков разных лет. | Дмитрий Лурье |
| 2012      | Первый открытый командный турнир                                | В турнире приняла участие 21 команда из разных городов, регионов и стран. В каждой команде — три участника. На первом этапе 21 команду разделили на 7 групп по 3 команды — в каждой группе состоялись три игры между всеми участниками команд. Во второй этап прошли 15 команд — все, занявшие 1 и 2 места на первом этапе, а также лучшая (по сумме очков) из команд, занявших третьи места. На втором этапе 15 команд были разделены на 5 групп по 3 команды, на этот раз в следующий этап прошли только 6 команд — победители групп, а также лучшая из команд, занявших вторые места. В полуфиналах 6 команд были разбиты на две тройки, в финал вышли три команды: победители двух полуфиналов, а также лучшая из команд, занявших вторые места. | I — Москва (Юрий Васильев, Александр Эдигер, Юрий Хашимов); II — Поволжье (Михаил Иванов, Евгений Калюков, Андрей Жданов); III — Ростовская область (Алексей Прохин, Андрей Абрамов, Даниил Пахомов) |
| 2012      | Индивидуальный чемпионат                                        | Индивидуальный чемпионат по системе плей-офф, в котором приняли участие 42 игрока. В первом круге прошло 14 игр, после которых 14 победителей, а также 13 игроков, занявших вторые места (за исключением игрока с худшим результатом среди занявших вторые места), прошли во второй круг. В дальнейшем в следующий круг выходили только победители игр. Победитель финальной игры получил главный приз — автомобиль. | Александр Либер |
| 2013      | Открытие сезона                                                 | В первом круге состоялись пять игр, победители которых (вместе с четырьмя игроками из числа занявших вторые места в своих играх) вышли в третьфиналы. Победители третьфиналов встретились в финале, победитель которого получил выигрыш, равный сумме выигрышей победителей всех игр турнира («чемодан денег»). | Владислав Пристинский |
| 2013      | Второй открытый командный турнир                                | В турнире приняла участие 21 команда из разных городов, регионов и стран. Семь команд-победительниц троек первого круга, а также две лучшие команды из числа остальных вышли в третьфиналы, в которых определились три команды-участницы финала. | I — Москва (Вадим Карлинский, Валерий Овчинников, Андрей Чернявский); II — Украина (Максим Анфинагенов, Владислав Пристинский, Алексей Паевский); III — Санкт-Петербург (Александр Лихтшангоф, Пётр Казённов, Александр Либер) |
| 2013      | Суперфинал Второго открытого командного турнира                 | Короткая игра участников одержавшей победу во Втором открытом командном турнире команды Москвы между собой. | Андрей Чернявский |
| 2014      | Игры 20-летия                                                   | Юбилейные игры, посвящённые 20-летию «Своей игры». Как и в 2009 году, в них принял участие 81 игрок по схеме с выбыванием: в каждой игре в следующий круг выходит лишь победитель. После первого круга в игре остались 27 участников, после второго — 9, победители трёх третьфиналов вышли в финал, где и определился чемпион «Игр 20-летия». | Максим Руссо |
| 2014—2015 | Золотая дюжина (1—3 циклы)                                      | Как и в турнире 2006—2007 гг., каждый цикл состоял из 16 игр (12 отборочных, трёх третьфиналов и финала), в каждой из 12 отборочных игр член «Золотой дюжины» играл с двумя претендентами (в первом цикле все участники отборочных игр являлись претендентами), в случае победы претендента он входил в «Золотую дюжину» вместо обыгранного им игрока. Трое членов «Золотой дюжины» (из 12 победителей отборочных игр) с наихудшими результатами в текущем цикле в третьфиналах не участвовали, но (после того, как в третьфиналах и финале определялся чемпион текущего цикла) вместе с остальными девятью отстаивали звания членов «Золотой дюжины» в следующем цикле. | Александр Коробейников (циклы 1, 2), Тимур Кафиатуллин (цикл 3) |
| 2015—2018 | Игры на выносливость (цикл бесконечных побед, «игра в линейку») | Во втором полугодии 2015 года начались игры по традиционной «линейной» схеме Jeopardy!, когда победитель игры принимает участие в следующей игре (и играет до тех пор, пока не проиграет), а проигравшие выбывают. В конце года проводилась финальная игра, в которой принимают участие трое игроков, одержавших наибольшее количество побед в году. В конце 2018 года прошёл турнир среди игроков, одержавших наибольшее количество побед за всё время цикла. | Тимур Кафиатуллин (2015 год), Александр Либер (2016 год, победитель финальной серии «Игр на выносливость» 2018 года), Александр Беляев (2017 год) |
| 2019      | Игры 25-летия                                                   | Юбилейные игры, посвящённые 25-летию «Своей игры». Как и в предыдущих юбилейных играх 2009 и 2014 гг., в них принял участие 81 игрок по схеме с выбыванием: в каждой игре в следующий круг выходит лишь победитель. После первого круга в игре остались 27 участников, после второго — 9, победители трёх третьфиналов вышли в финал, где и определился чемпион «Игр 25-летия». | Иван Семушин |
| 2019      | Командный мини-турнир                                           | Командный мини-турнир с участием команд из трёх регионов, которые представляли финалисты прошедших Юбилейных игр. | I — Киров (Иван Семушин, Наталья Комар, Юрий Чудиновских); II — Ростовская область (Алексей Прохин, Дмитрий Пономарёв, Даниил Пахомов); III — Москва (Владимир Полозов, Валерий Овчинников, Юрий Хашимов) |
| 2019      | 25+                                                             | Во втором полугодии 2019 года проходил турнир «25+», состоявший из 5 мини-циклов. Каждый цикл состоял из 7 игр. В первых двух играх принимали участие новички «Своей игры», победители этих игр затем противостояли более опытному игроку (игра № 3), в следующих двух играх вновь участвовали новички, победители этих двух игр затем играли против другого опытного игрока (игра № 6). В последней, 7-й игре мини-цикла победители игр № 3 и № 6 играли против гроссмейстера «Своей игры». Участники каждого цикла в следующих циклах участия не принимали. В конце года состоялась финальная игра турнира «25+», в которой сыграли трое из пяти победителей мини-циклов. | Борис Чигидин, Иван Беляев (победитель финальной игры турнира), Сергей Спешков, Константин Шлыков, Николай Краснов |
| 2020      | Через тернии к звёздам                                          | В течение года состоялось 15 мини-циклов. Каждый цикл состоял из 5 игр. В первой игре принимали участие игроки, ранее не побеждавшие (в том числе новички «Своей игры»), победитель этой игры затем (игра № 2) противостоял двум игрокам из «лиги победителей» (имеющих опыт побед ранее), в следующей игре (игра № 3) вновь участвовали представители «лиги новичков», победитель этой игры затем играл против двух игроков «лиги победителей» (игра № 4). Победители игр № 2 и № 4 играли затем против гроссмейстера «Своей игры» в финале мини-цикла. Участники каждого цикла в следующих циклах участия не принимали. В конце года состоялся финальный турнир, в котором сыграли 9 из 15 победителей мини-циклов (победивших в финалах своих циклов с наибольшими результатами). | Леонид Эдлин, Александр Рождествин, Евгений Калюков (победитель финальной игры турнира), Инна Грановская, Лариса Архипова, Александр Беляев, Михаил Вершков, Глеб Агапов, Алексей Дуболазов, Георгий Коколия, Владимир Полозов, Максим Иванов, Максим Руссо, Виталий Егоров, Денис Песков                                                                      |
| 2021—2022 | Золотая девятка                                                 | Команда из девяти игроков, уже зарекомендовавших себя в предыдущих играх, — «Золотая девятка» — соревновалась с претендентами. В течение года проходило восемь игровых циклов. Каждый цикл (кроме восьмого) состоял из 10 игр (9 отборочных и финала), в каждой из отборочных игр один из девяти членов «Девятки» играл с двумя претендентами; в случае победы претендента он входил в «Девятку» вместо обыгранного им игрока и участвовал в следующем цикле уже в качестве члена «Золотой девятки». В финал каждого цикла выходили трое из девяти победителей отборочных игр, одержавшие победы с максимальными результатами. В восьмом (безномерном) цикле, проходившем в ноябре-декабре, игроки, ранее вылетевшие из «Золотой девятки», получали возможность для реванша и участвовали в шести играх в качестве претендентов; затем проходили три третьфинала, в которых принимали участие трое победителей 1-7 циклов, набравшие по их итогам наибольшее количество очков (такие игроки не принимали участие в отборочных играх восьмого цикла), а также победители шести отборочных игр-реваншей; победители третьфиналов встречались в финале. Победителем по итогам года считался игрок, одержавший победу в финале восьмого цикла. | Александр Монвиж-Монтвид (цикл 1), Виталий Фёдоров (цикл 2), Юрий Хашимов (циклы 3, 4, 9, 12, финал 2022 года), Игорь Мокин (циклы 5, 7, финал 2021 года, 11), Глеб Агапов (цикл 6), Евгений Калюков (циклы 8, 13, 14), Сергей Ильин (цикл 10) |
| 2023      | Золотая середина («циклическая игра в линейку»)                 | Схема розыгрыша во многом напоминала классический «линейный» турнир: в каждой игре место за центральным игровым столом занимал игрок, победивший в предыдущей игре (игроки же, занявшие второе и третье места, выбывали из турнира). Различие с классической схемой состояло в разделении турнира на циклы, каждый из которых состоял из десяти игр. Десятая игра каждого цикла — финальная, в ней принимали участие победитель девятой игры (он играл за центральным игровым столом) и ещё два игрока, одержавшие наибольшее количество побед в отборочных играх текущего цикла (но игроки могли попасть в финал, одержав и одну победу, если количество очков было большим и если победители менялись несколько раз). Победитель финала цикла занимал место за центральным игровым столом в первой игре следующего цикла, а игроки, которые заняли второе и третье места, так же, как и в отборочных играх циклов, выбывали из турнира. Финальный (безномерной) цикл также состоял из десяти игр, поделенных на три мини-этапа: в первом этапе (игры 1-3) встречались игроки, выигравшие 1-2 игры с высокими результатами, но не ставшие победителями циклов; победители этих игр выходили во второй этап (игры 4-6), где к ним присоединялись средние по результативности игроки, выигравшие 3-4 игры, но не ставшие победителями циклов; победители этих игр в третьфиналах (игры 7-9) встречались с наиболее результативными игроками — победителями циклов; игроки, одержавшие победы в третьфиналах, встретились в финале (игра 10), где и определился победитель по итогам года. | Дмитрий Еловенко (циклы 1, 2), Андрей Судаков (цикл 3), Геннадий Яковлев (цикл 4), Андрей Кругов (цикл 5), Александр Аверин (цикл 6), Дмитрий Сахаров (цикл 7), Иван Ильин (победитель финальной игры турнира) |
| 2024      | Возвращение к истокам (или «Назад к истокам»)                   | Классический «линейный» турнир, посвящённый 30-летию викторины: в каждой игре место за центральным игровым столом занимал игрок, победивший в предыдущей игре (игроки же, занявшие второе и третье места, выбывали из турнира), количество побед не было ограничено. | Виктор Абдураманов (3 победы), Евгений Быстров (1 победа), Виктория Штратникова (1 победа), Роман Чехович (1 победа), Артём Горячев (1 победа), Александр Монвиж-Монтвид (4 победы), Давид Эджибия (2 победы), Александр Скобелкин (1 победа), Екатерина Сосенко (1 победа), Никита Сапрыкин (2 победы), Евгений Скитович (3 победы)                           |
| 2024      | Игры 30-летия                                                   | Юбилейные игры, посвящённые 30-летию «Своей игры». Турнир состоял из 30 игр (28 отборочных и 2 финальных), в которых принимали участие 30 специально отобранных игроков, каждый из которых олицетворял определённый год вещания программы. В первом круге проводилось 10 игр, по результатам которых во второй круг вышли 10 победителей и 8 игроков, занявших вторые места с наилучшими результатами. Во втором круге проводилось 12 игр (каждый игрок сыграл по две игры с разными соперниками) по турнирной системе, по результатам которых в третий круг вышли 9 лучших по турнирным показателям участников. В третьем («третьфинальном») круге проводилось 6 игр по турнирной системе (каждый игрок сыграл по две игры с разными соперниками), по результатам которых 3 лучших по турнирным показателям игроков вышли в финальную серию, которая продолжалась до тех пор, пока один из игроков не одержит две победы (фактически понадобилось ровно две игры); он и получил главный приз — 1 миллион рублей. | Игорь Мокин |
| 2024      | Продолжение следует...                                          | Правила были аналогичны турниру «Возвращение к истокам» за исключением того, что победивший в очередной игре игрок мог в любой момент отказаться от дальнейшего участия в турнире. Игроки с наилучшим совокупным количеством очков, набранных в турнирах «Возвращение к истокам» и «Продолжение следует...», встретились в финале 2024 года. | Павел Аверин (1 победа), Владимир Колмогоров (1 победа), Игорь Никонов (9 побед), Виталий Чугрин (1 победа), Сергей Ильин (1 победа), Борис Чигидин (2 победы), Роман Глухов (1 победа), Елена Ковальчук (1 победа), Владислав Лихачёв (1 победа), Илья Тальянский (2 победы), Илья Ганчуков (3 победы), Иван Митрофанов (2 победы), Анна Дьяконова (1 победа) |
| 2024      | Финальный турнир 2024 года                                      | Турнир состоял всего из 4 игр (трёх третьфиналов и финала). В него вышли 9 лучших игроков по итогам турниров «Возвращение к истокам» и «Продолжение следует...». Победители третьфинальных игр встретились в финальной игре года, где и определился лучший игрок 2024 года. | Александр Монвиж-Монтвид |
| 2025      | Кубок «Контура» (кубок интеллектуалов)                          | Турнир назван в честь появившегося годом ранее генерального спонсора «Своей игры» СКБ «Контур», общий призовой фонд турнира составляет 5 миллионов рублей. Турнир состоит из 8 циклов: семи отборочных и финального, каждый из которых состоит из 10 игр. Отборочные циклы проходят по следующей схеме: в играх №1 и №2 встречаются малоопытные игроки (имеющие в своём послужном списке менее 3 побед в «Своей игре»), их победители в игре №3 встречаются с «мастером игры» (игроком, победившим в играх 3 и более раз), победитель игры №3 выходит в финал цикла — игру №10, где он встречается с победителями игр №6 и №9, проходящих по аналогичной схеме (в игре №6 с «мастером игры» встречаются победители игр №4 и №5, в игре №9 — победители игр №7 и №8). Победитель игры №10 в дополнение к собственному выигрышу получает в качестве специального приза сумму в 500 000 рублей. Проигравшие в ходе отборочных игр цикла выбывают из турнира и в дальнейших играх участия не принимают. В восьмом (финальном) цикле победители всех отборочных циклов разыгрывают между собой главный приз — 1 500 000 рублей. | Александр Шишов (цикл 1), Николай Бабушкин (цикл 2), Пётр Казённов (цикл 3), Алексей Маркин (цикл 4) |

## Спортивная версия
С начала 2000-х широкое распространение получил спортивный вариант «Своей игры», соревнования по которому проводятся во многих клубах интеллектуальных игр и на фестивалях по спортивной версии «Что? Где? Когда?». Слово «спортивный» используется, чтобы отличать данный вариант от телевизионной «Своей игры». Для игр используют кнопочные системы, подходящие также для «Брейн-ринга».
Общее количество участников спортивной «Своей игры» может варьироваться (обычно минимальным количеством участников является 8 человек, максимальное количество ограничено только количеством желающих и временем, доступным для игры), регламент обычно предусматривает два-три отборочных раунда, по итогам которых восемь лучших игроков выходят в плей-офф, где встречаются в двух полуфиналах. По два лучших игрока из полуфиналов выходят в финал, где и определяется победитель. В некоторых клубах также разыгрывается еще и «малый» (или «утешительный») финал, в котором не вышедшие в основной финал участники полуфиналов соревнуются за 5-8 места. 
В каждом бою участвуют, как правило, три или четыре игрока.
Количество тем в игре может быть различным — чаще всего от пяти до двенадцати. Каждая тема состоит из пяти вопросов стоимостью от 10 до 50 баллов — по возрастанию сложности. 10 баллов «стоит» самый простой вопрос темы, 50 — самый трудный.
Вопросы каждой темы отыгрываются последовательно, от более лёгких к более сложным, розыгрыш вопросов из различных тем вразнобой не допускается. После окончания чтения вопроса на обдумывание обычно даётся 5-7 секунд.
Желающий дать ответ игрок нажимает на кнопку (или имитирует нажатие с помощью специального программного обеспечения), после чего ему даётся 3-5 секунд на обдумывание, по истечении этого времени должен прозвучать ответ; отсутствие ответа равнозначно неправильному ответу на вопрос.
При отсутствии ответов игроков ведущий объявляет правильный ответ и даёт комментарий к нему (при наличии), после чего переходит к следующему вопросу. 
Правила розыгрыша вопросов отличаются от телевизионных: чаще всего в «спортивный свояк» играют без фальстартов (кнопку можно нажимать в любой момент во время чтения вопроса, при нажатии кнопки одним из игроков чтение вопроса прекращается, и игрок даёт ответ, основываясь на той части вопроса, которую успел услышать, в некоторых турнирах при этом можно уточнять формулировку вопроса). В ряде городов также проводятся игры и чемпионаты с фальстартами по правилам, близким к телевизионным: кнопку можно нажимать только по сигналу после того, как вопрос был дочитан до конца; при фальстарте кнопки всех игроков, допустивших его, блокируются на несколько секунд.
В спортивном варианте, как правило, отсутствуют специальные вопросы «(коты в мешке», «аукционы») и финальный раунд. Однако в случае использования программы SIGame, базирующейся на специальной подготовленных файлах с вопросами, возможна максимально схожая с оригиналом имитация телевизионного формата (при этом игру можно проводить как по локальной сети, так и онлайн, с фальстартами или без них).
Во многих крупных городах России и стран бывшего СССР регулярно (обычно раз в году) проводятся чемпионаты городов или регионов.
С середины 2000-х проводятся также интернет-турниры по спортивной «Своей игре» (первоначально в текстовом варианте, в основном в IRC-чатах, с начала 2010-х — в Skype, с начала 2020-х — в комбинированных форматах с использованием отдельных приложений для голосового общения (в первую очередь Google Meet) и имитации нажатия кнопки, в частности, Buzzin.Live).

## Пародии
- Передача пародировалась во втором выпуске программы «Большая разница» на «Первом канале»[54].
- Передача пародировалась под названием «Твоя — Моя игра» в программе О.С.П.-студия, в пародии принимал участие сам Пётр Кулешов в качестве ведущего[55].
- Передача пародировалась под названием «Твоя игра» в программе Comedy Club на ТНТ, в пародии участвовали Гарик Харламов, Тимур Батрутдинов, Андрей Скороход и Демис Карибидис[56][57].

## Комментарии
1. ↑  В период, когда спонсором телевикторины являлась фирма Erich Krause, игрокам, занявшим вторые места, периодически вручались наборы брендированных канцелярских принадлежностей от спонсора.
2. ↑  Для соблюдения хронометража программы при обеспечении розыгрыша всех вопросов раунда также практикуется удаление из эфира розыгрыша вопросов, на которые никто не дал правильного ответа.
3. ↑  В 2025 году две регулярные игры Кубка «Контура», транслировавшияся 11 мая, были полностью посвящены 80-й годовщине Победы.
4. ↑  Во втором цикле выиграл все девять отборочных игр, по причине чего объявлен победителем досрочно.
5. ↑  Турнир был заявлен как проводящийся по правилам, аналогичным самым первым правилам викторины, применявшимся в 1994 году. Однако это не совсем так: трансляция «Своей игры» в апреле 1994 года началась с «Автомобильного кубка», простая же «линейная» схема проведения игр без дополнений использовалась в 2015-2018 годах.